# NWA World Tag Team Championship (Florida version)
L'NWA World Tag Team Championship (Florida version) è stato un titolo della divisione tag team della federazione Championship Wrestling from Florida, associata alla National Wrestling Alliance (NWA) ed era difeso nel territorio della Florida.
Il titolo fu attivo dal 1961, quando fu introdotto nel territorio, fino al 1969, quando fu disattivato e sostituito dal NWA Florida Tag Team Championship. 

## Storia
I territori della National Wrestling Alliance erano tenuti a riconoscere un solo campione mondiale dei pesi massimi, ma la NWA consentiva ad ognuno di essi di stabilire un titolo mondiale di coppia, rendendoli di fatto dei titoli regionali, a discapito del nome.
Nel 1961 la Championship Wrestling from Florida iniziò a promuovere i Von Brauner come detentori del NWA World Tag Team Championship, ma non è chiaro se questi avessero vinto un torneo per l'assegnazione del titolo o se fossero semplicemente riconosciuti come campioni.
Tuttavia il titolo ebbe vita breve, e fu disattivato nel 1969; come alloro massimo della divisione tag la CWF adottò il NWA Florida Tag Team Championship, anche se nel territorio furono promossi anche il NWA North American Tag Team Championship, il NWA Southern Tag Team Championship, il NWA United States Tag Team Championship e il NWA Florida Global Tag Team Championship.

## Albo d'oro
| Legenda  |                                                                               |
| -------- | ----------------------------------------------------------------------------- |
| #        | Indica il numero del regno titolato                                           |
| Regno    | Viene indicato il numero del regno del campione                               |
| Data     | La data in cui il titolo è stato vinto                                        |
| Località | Indica il luogo in cui il titolo è stato vinto                                |
| Note     | Indica notizie particolari riguardanti i cambi di titolo o altre informazioni |

| #  | Campione                               | Regno | Data             | Giorni | Località              | Evento     | Note                                                                                                | Fonti |
| -- | -------------------------------------- | ----- | ---------------- | ------ | --------------------- | ---------- | --------------------------------------------------------------------------------------------------- | ----- |
| 1  | Karl Von Brauner e Kurt Von Brauner    | 1     | gennaio 1961     | --     | Florida               | House show | |       |
| 2  | Eddie Graham e Ike Eakins              | 1     | 15 agosto 1961   | 7      | Jacksonville, Florida | House show | |       |
| 3  | Karl Von Brauner e Kurt Von Brauner    | 2     | 22 agosto 1961   | 9      | Tampa, Florida        | House show | |       |
| 4  | Eddie Graham e Ike Eakins              | 2     | 31 agosto 1961   | --     | Jacksonville, Florida | House show | |       |
| —  | Vacante                                | —     | settembre 1961   | —      | —                     | —          | Il titolo fu reso vacante per motivazioni non note.                                                 |       |
| 5  | Karl Von Brauner e Kurt Von Brauner    | 3     | 7 settembre 1961 | 203    | Jacksonville, Florida | House show | In un torneo per assegnare i titoli vacanti, sconfiggendo in finale Eddie Graham e Ike Eakins.      |       |
| 6  | Don Curtis e Joe Scarpa                | 1     | 29 marzo 1962    | 72     | Jacksonville, Florida | House show | |       |
| —  | Vacante                                | —     | 9 giugno 1962    | —      | —                     | —          | Il titolo fu reso vacante dopo un finale controverso di una difesa titolata.                        |       |
| 7  | Karl Von Brauner e Kurt Von Brauner    | 4     | 14 giugno 1962   | 4      | Jacksonville, Florida | House show | In un torneo per assegnare i titoli vacanti, sconfiggendo in finale Don Curtis e Georgia Boy Smith. |       |
| 8  | Don Curtis e Joe Scarpa                | 2     | 19 giugno 1962   | 16     | Jacksonville, Florida | House show | |       |
| 9  | Assassin #1 e Assassin #2              | 1     | 5 luglio 1962    | --     | Jacksonville, Florida | House show | |       |
| —  | Vacante                                | —     | luglio 1954      | —      | —                     | —          | Il titolo fu reso vacante per motivazioni non note.                                                 |       |
| 10 | Boris Malenko e Russian Crusher        | 1     | 30 agosto 1962   | 44     | Jacksonville, Florida | House show | In un torneo per assegnare i titoli vacanti.                                                        |       |
| 11 | Maurice Lapoine e Tony Baillargeon     | 1     | 13 ottobre 1962  | 40     | Tampa, Florida        | House show | |       |
| 12 | Al Costello e Roy Heffernan            | 1     | 22 novembre 1962 | 63     | Jacksonville, Florida | House show | |       |
| 13 | Don Curtis (2) e Mark Lewin            | 1     | 24 gennaio 1963  | --     | Florida               | House show | |       |
| —  | Vacante                                | —     | gennaio 1963     | —      | —                     | —          | Il titolo fu reso vacante per motivazioni non note.                                                 |       |
| 14 | Karl Von Brauner e Kurt Von Brauner    | 5     | 29 gennaio 1963  | --     | Jacksonville, Florida | House show | In un torneo per assegnare i titoli vacanti, sconfiggendo in finale Don Curtis e Yukon Eric.        |       |
| 15 | Alberto Torres e Ramón Torres          | 1     | aprile 1963      | --     | Florida               | House show | |       |
| 16 | Duke Keomuka e Hiro Matsuda            | 1     | 6 giugno 1963    | --     | Jacksonville, Florida | House show | |       |
| —  | Vacante                                | —     | agosto 1963      | —      | —                     | —          | Il titolo fu reso vacante per motivazioni non note.                                                 |       |
| 17 | Karl Von Brauner e Kurt Von Brauner    | 6     | 5 settembre 1963 | --     | Jacksonville, Florida | House show | In un torneo per assegnare i titoli vacanti, sconfiggendo in finale Assassin #1 e Assassin #2.      |       |
| 18 | Assassin #1 e Assassin #2              | 2     | novembre 1963    | --     | Florida               | House show | |       |
| 19 | Don Curtis (3) e Mark Lewin (2)        | 2     | 21 novembre 1963 | --     | Jacksonville, Florida | House show | |       |
| —  | Vacante                                | —     | gennaio 1964     | —      | —                     | —          | Il titolo fu reso vacante quando Lewin lasciò il territorio.                                        |       |
| 20 | Brute Bernard e Skull Murphy           | 1     | 28 gennaio 1964  | --     | Tampa, Florida        | House show | In uno spareggio per riassegnare i titoli vacanti contro Don Curtis e Haystacks Calhoun.            |       |
| 21 | Duke Keomuka e Hiro Matsuda            | 2     | febbraio 1964    | --     | Tampa, Florida        | House show | |       |
| 22 | Brute Bernard e Skull Murphy           | 2     | 18 febbraio 1964 | 21     | Tampa, Florida        | House show | |       |
| 23 | Duke Keomuka e Hiro Matsuda            | 3     | 10 marzo 1964    | 56     | Tampa, Florida        | House show | |       |
| 24 | Don Curtis (4) e Abe Jacobs            | 1     | 5 maggio 1964    | 37     | Tampa, Florida        | House show | | [ 6 ] |
| 25 | Chris Tolos e John Tolos               | 1     | 11 giugno 1964   | 12     | Jacksonville, Florida | House show | |       |
| 26 | Eddie Graham (2) e Sam Steamboat       | 1     | 23 giugno 1964   | 133    | Tampa, Florida        | House show | |       |
| 27 | Tarzan Tyler e Tim Tyler               | 1     | 3 novembre 1964  | 37     | Tampa, Florida        | House show | |       |
| 28 | Eddie Graham (3) e Sam Steamboat (2)   | 2     | 10 dicembre 1964 | 48     | Jacksonville, Florida | House show | |       |
| 29 | Fred Blassie e Tarzan Tyler (2)        | 1     | 27 gennaio 1965  | 54     | Jacksonville, Florida | House show | |       |
| 30 | Duke Keomuka e Hiro Matsuda            | 4     | 22 marzo 1965    | 134    | Tampa, Florida        | House show | |       |
| 31 | Rip Hawk e Swede Hanson                | 1     | 3 agosto 1965    | 60     | Tampa, Florida        | House show | |       |
| 32 | Ron Etchison e Sam Steamboat (3)       | 1     | 2 ottobre 1965   | 21     | Tampa, Florida        | House show | |       |
| 33 | Kurt Von Stroheim e Skull Von Stroheim | 1     | 23 ottobre 1965  | 32     | Tampa, Florida        | House show | |       |
| 34 | Dick Steinborn (2) e Hiro Matsuda (5)  | 1     | 24 novembre 1965 | 15     | Jacksonville, Florida | House show | |       |
| 35 | Dick Steinborn (3)                     | 1     | 9 dicembre 1965  | --     | Jacksonville, Florida | House show | Steinborn sconfisse Matsuda per conquistare il titolo per se'.                                      |       |
| —  | Vacante                                | —     | gennaio 1966     | —      | —                     | —          | Il titolo fu reso vacante quando Steinborn lasciò il territorio.                                    |       |
| 36 | Medic #1 e Medic #2                    | 1     | 22 febbraio 1966 | 56     | Tampa, Florida        | House show | In un torneo per assegnare i titoli vacanti, sconfiggendo in finale Jose Lothario e Tito Carrión.   |       |
| 37 | Bob Orton e Eddie Graham (4)           | 1     | 19 aprile 1966   | --     | Tampa, Florida        | House show | |       |
| —  | Vacante                                | —     | maggio 1966      | —      | —                     | —          | Il titolo fu reso vacante per motivi non noti.                                                      |       |
| 38 | Bob Orton (2) e Eddie Graham (5)       | 2     | 17 maggio 1966   | --     | Tampa, Florida        | House show | In un torneo per assegnare i titoli vacanti.                                                        |       |
| —  | Vacante                                | —     | maggio 1966      | —      | —                     | —          | Il titolo fu reso vacante quando Orton lasciò il territorio.                                        |       |
| 39 | José Lothario e Wahoo McDaniel         | 1     | 28 giugno 1966   | --     | Jacksonville, Florida | House show | |       |
| —  | Vacante                                | —     | luglio 1966      | —      | —                     | —          | Il titolo fu reso vacante quando McDaniels lasciò il wrestling per unirsi ai Miami Dolphins.        |       |
| 40 | Frankie Carin e Rocky Smith            | 1     | 6 ottobre 1966   | 19     | Jacksonville, Florida | House show | |       |
| 41 | Eddie Graham (6) e Jose Lothario (2)   | 1     | 25 ottobre 1966  | 9      | Tampa, Florida        | House show | |       |
| 42 | Frankie Carin e Rocky Smith            | 2     | 3 novembre 1966  | --     | Tampa, Florida        | House show | |       |
| —  | Vacante                                | —     | novembre 1966    | —      | —                     | —          | Il titolo fu reso vacante in seguito ad un finale controverso di un incontro titolato.              |       |
| 43 | Jose Lothario (3) e Sam Steamboat (4)  | 1     | 29 novembre 1966 | 14     | Tampa, Florida        | House show | |       |
| 44 | Frankie Carin e Rocky Smith            | 3     | 13 dicembre 1966 | 112    | Tampa, Florida        | House show | |       |
| 45 | Rocket Monroe e Sputnik Monroe         | 1     | 4 aprile 1967    | 35     | Tampa, Florida        | House show | |       |
| 46 | Jose Lothario (4) e Wahoo McDaniel (2) | 2     | 9 maggio 1967    | 16     | Tampa, Florida        | House show | |       |
| 47 | Rocket Monroe e Sputnik Monroe         | 2     | 25 maggio 1967   | 49     | Jacksonville, Florida | House show | |       |
| 48 | Eddie Graham (7) e Sam Steamboat (5)   | 3     | 13 luglio 1967   | 54     | Jacksonville, Florida | House show | |       |
| 49 | Kurt Von Stroheim e Skull Von Stroheim | 2     | 5 settembre 1967 | 49     | Tampa, Florida        | House show | |       |
| 50 | Lorenzo Parente e Paul DeMarco         | 1     | 24 ottobre 1967  | 28     | Tampa, Florida        | House show | |       |
| 51 | Ron Garvin e Terry Garvin              | 1     | 21 novembre 1967 | 56     | Tampa, Florida        | House show | |       |
| 52 | Lorenzo Parente e Paul DeMarco         | 2     | 16 gennaio 1968  | 28     | Tampa, Florida        | House show | |       |
| 53 | Frankie Carin e Rocky Smith            | 4     | 13 febbraio 1968 | 364    | Tampa, Florida        | House show | |       |
| 54 | Masked Inferno #1 e Masked Inferno #2  | 1     | 11 febbraio 1969 | 1      | Tampa, Florida        | House show | |       |
| —  | Disattivato                            | —     | 1969             | —      | —                     | —          | Il titolo fu disattivato e successivamente sostituito dal NWA Florida Tag Team Championship.        |       |